# Wayne (televíziós sorozat)
A Wayne egy amerikai akció-vígjátéksorozat, amelyet Shawn Simmons készített, és 2019. január 16-án mutattak be a YouTube Premiumon. A sorozat főszereplői Mark McKenna, Ciara Bravo és Joshua J. Williams. A történet egy tinédzser fiút követ végig, aki elindul, hogy visszaszerezze néhai apja ellopott autóját egy lány segítségével, akibe belezúgott.
2019. augusztus 16-án a sorozatot egy évad után törölték. 2020. november 6-án a sorozat felkerült az Amazon Prime Videóra, de azóta eltávolították. 

## Kiindulópont
A Wayne a Massachusetts állambeli Brocktonban kezdődik, napjainkban. A címszereplő „új szerelmével, Dellel indul el egy terepmotoron, hogy visszaszerezze az 1979-es Pontiac Trans Am-et, amelyet apjától loptak el, mielőtt az meghalt”. Az autó a floridai Ocalában van. Wayne, Del és egy csomó furcsa figura útra kel, hogy visszaszerezzék. „Wayne és Del a világ ellen.” 

## Szereposztás és szereplők

### Főszereplők
- Mark McKenna mint Wayne McCullough Jr.,[4] egy tinédzser fiú, aki megpróbálja visszaszerezni néhai apja ellopott autóját
- Ciara Bravo mint Delilah „Del” Luccetti,[5] gy brocktoni lány, aki iránt Wayne érzéseket táplál
- Joshua J. Williams mint Orlando Hikes, Wayne legjobb barátja

### Visszatérő szereplők
- Stephen Kearin mint Stephen Geller őrmester
- James Earl mint Jay "Cop a' Soup" Ganett irendőrtiszt
- Dean Winters mint Bobby Luccetti, Del apja
- Jon Champagne mint Carl Lucetti, Del bátyja
- Jamie Champagne mint Teddy Lucetti, Del bátyja
- Mike O'Malley mint Tom Cole igazgató a Hagler Gimnáziumból.
- Francesco Antonio mint Reggie, Wayne mostohatestvére
- Kirk Ward mint Calvin Clay, Wayne mostohaapja
- Michaela Watkins mint Maureen McNulty, Wayne édesanyja
- Sean Patrick Dolan mint Darren
- Thomas Mitchell Barnet mint Scott
- Patrick Gallagher mint Mr. Hernandez, Wayne főbérlője
- Maxwell McCabe-Lokos mint Eric
- Zoé De Grand'Maison mint Jenny
- Odessa Adlon mint Trish
- Akiel Julien mint Gill
- Jack Foley mint Orande
- Harrison Tanner mint Stick

### Vendégszereplők
"Chapter One: Get Some Then"
- Ray McKinnon mint Wayne McCullough Sr., Wayne apja

"Chapter Two: No Priests"
- Janet Porter mint Tracey
- Nick Serino mint Jamie
- Tiio Horn mint Kyra

"Chapter Three: The Goddamned Beacon of Truth"
- Torri Webster mint Emma

"Chapter Five: Del"
- Abigail Spencer mint Donna Luccetti, Del néhai édesanyja.

"Chapter Six: Who Even Are We Now?"
- Ernie Grunwald, mint Walsh igazgatóhelyettes a georgiai Richmond Hill-i Alabaster Highból.
- Bill Lake mint seriff

"Chapter Seven: It'll Last Forever"
- Peyton Meyer mint Bradley

"Chapter Eight: Musta Burned Like Hell"
- Pedro Miguel Arce mint pénztáros

"Chapter Ten: Buckle the F**k Up"
- Derek Theler mint Conan a barbár
- Kevin Hanchard mint Randall őrmester

## Epizódok
| Szám | Cím                                            | Rendező              | Író                                       | Eredeti adásnap  |
| --- | ---------------------------------------------- | -------------------- | ----------------------------------------- | ---------------- |
| 1 | "Chapter One: Get Some Then"                   | Iain B. MacDonald    | Shawn Simmons                             | 2019. január 16. |
| Wayne-t, az erőszakos tinédzsert a MA-beli Brocktonból azonnal magával ragadja Del, a lány, aki süteményeket árulva bukkan fel a küszöbén. Miközben Del-lel beszélget, Wayne-t Del apja és idősebb testvérei rajtaütik, és brutálisan megverik. Amikor Wayne apja rákban meghal, Wayne felgyújtja a házát, amelyben még mindig ott van az apja holtteste, majd elmegy Del házához. Meghívja őt, hogy vezessenek Floridába Wayne apjának 1979-es Pontiac Trans Am-ért. A férfi ismét szembekerül a családjával, de visszaveri őket, és leharapja az apja orrát. |                                                |                      |                                           |                  |
| 2 | "Chapter Two: No Priests"                      | Steve Pink           | Shawn Simmons                             | 2019. január 16. |
| Delnek kétségei támadnak Wayne-nel kapcsolatban, amikor kiderül, hogy nem tudja, hová mennek, és nem tud elvégezni egy egyszerű feladatot a lány számára. Del tartalék tervként vesz egy buszjegyet Los Angelesbe, és összeveszik egy Tracey nevű pincérnővel és kokainfüggővel, akivel végül kötődést köt. Meggyőződve arról, hogy Del elhagyta őt, Wayne lehangoltan indul vissza a táborukba. Miután beszél két kölyökkel, akik megpróbálták ellopni a holmiját, Wayne a két kölyök segítségével megpróbálja megtalálni Delt, de Kyra és Jamie elrabolja. Del és Tracey segítenek megmenteni Wayne-t, és folytatják útjukat. Eközben Wayne legjobb barátja, az igazgató, Del apja és testvérei, valamint két brocktoni rendőr (Geller őrmester és Jay rendőrtiszt) elindul Wayne és Del üldözésére. |                                                |                      |                                           |                  |
| 3 | "Chapter Three: The Goddamned Beacon of Truth" | Steve Pink           | Rhett Reese & Paul Wernick                | 2019. január 16. |
| Wayne és Del egy motelben keresnek menedéket, és hamarosan összeakadnak néhány tavaszi szünetre készülő főiskolással. Miután elmenekülnek a helyi rendőrség elől, gyorsan rájönnek, hogy kirabolták őket. Eközben Orlando meggyőzi Cole igazgatót, hogy segítsen neki megtalálni Wayne-t, miután Orlando rájön, hogy Del családja megölheti Wayne-t. |                                                |                      |                                           |                  |
| 4 | "Chapter Four: Find Something Black to Wear"   | Tessa Hoffe          | Sarah Jane Cunningham & Suzie V. Freeman  | 2019. január 16. |
| Wayne és Del megpróbálnak egy kis pénzt keresni. Wayne napszámosként dolgozik egy építkezésen, míg Del megpróbálja elzálogosítani néhány holmijukat. Wayne megtámadja a munkaadóját, miután megtudja, hogy az megpróbálja Mexikóba deportálni a bevándorló munkásokat, és a férfi kezét a furgonjához szögezi. Del találkozik egy gyászoló özveggyel, és úgy dönt, hogy Wayne-nel együtt elmennek a férj temetésére. Eközben Carl és Teddy a születésnapjukat ünneplik, miközben az apjuk részeg. Rájönnek, hogy rosszul bánt velük, és beleegyeznek, hogy megverik, de kapnak egy üzenetet Deltől, amelyben boldog születésnapot kíván nekik, és úgy döntenek, hogy félreteszik az apjukkal kapcsolatos problémáikat, hogy megtalálják őt. |                                                |                      |                                           |                  |
| 5 | "Chapter Five: Del"                            | Tessa Hoffe          | Lauren Houseman                           | 2019. január 16. |
| Visszapillantások mutatják be Del családi életét egy évvel a Wayne-nel való találkozás előtt, és azt, hogyan próbál beilleszkedni az iskolában, szélhámos édesanyja ellenére. Családja diszfunkcionális, de jót akarnak, és igyekeznek tenni érte, ahogy az is látszik, amikor segíteni próbálnak neki, amikor indul az osztályelnöki posztért. Anyja halála után Del apja egyre mélyebbre süllyed az alkoholizmusba, apja és testvérei egyre kegyetlenebbek lesznek, Del pedig depresszióba esik, és cinikus személyiséggé válik. |                                                |                      |                                           |                  |
| 6 | "Chapter Six: Who Even Are We Now?"            | Stephanie Laing      | Sophie Pustil & Paul Jaffe                | 2019. január 16. |
| Amikor Delt egy georgiai iskolában lógósnak nézik, összebarátkozik néhány helybélivel, és fontolóra veszi, hogy marad. Őt és Wayne-t meghívják egy bálba, és miközben készülődnek, Wayne észreveszi a buszjegyet, és otthagyja Delt. Némi győzködés után Wayne elmegy a bálba, és ketten kibékülnek. Gyengéd pillanatokban osztoznak, de félbeszakítják őket, amikor Del családja utoléri őket, és lesből támadnak rájuk. Wayne-t azonban a helyiek megmentik, és Dellel együtt elhajtanak. Eközben Orlando segít az igazgatójának, hogy jól teljesítsen a konferencián elhangzó beszédében. |                                                |                      |                                           |                  |
| 7 | "Chapter Seven: It'll Last Forever"            | Stephanie Laing      | Shawn Simmons                             | 2019. január 16. |
| Az iskolai bálon történt verekedést követően Del új barátai fájdalomcsillapítót kényszerítenek Wayne-re, amikor az nem hajlandó a sürgősségi osztályra menni. Később Wayne elmondja Delnek, hogy az apja a kórházban haldoklik, miután hallott róla a hírekben. A lány megkéri a férfit, hogy vigye el őt oda, hogy megnézhesse az apját. Kiderül, hogy a rendőrség csapdája, hogy elkapják őket, de Del mégis meg akarja látogatni. Annak ellenére, hogy Wayne bevallja, hogy apja rákos betegsége miatt utálja a kórházakat, beleegyezik, hogy segítsen neki beosonni. A hullaházban csókolóznak, és Del meglátogatja az apját. Ad neki egy italt, és közli vele, hogy elmegy. Miközben Wayne és Del találkoznak Gellerrel, és megszöknek, ami arra készteti Gellert, hogy még határozottabban el akarja kapni Wayne-t. |                                                |                      |                                           |                  |
| 8 | "Chapter Eight: Musta Burned Like Hell"        | Michael Patrick Jann | Spencer Sloan                             | 2019. január 16. |
| Wayne és Del végül elérik a floridai Ocalát, és egy benzinkútnál véletlenül megtalálják apja autóját. Wayne lenyomozza, és váratlanul újra találkozik az édesanyjával. Wayne találkozik a mostohatestvérével, Reggie-vel és a mostohaapjával, Calvinnel is. Wayne megpróbál kötődni az anyjához, miközben Del próbálja figyelmeztetni, hogy a nő újra bántani fogja. Wayne szembesíti Delt a korábban vásárolt buszjegyről, és Del elárulja, hogy az volt a tartalék terve. Eközben Orlando és Cole igazgató egy sztriptízbárban tévednek félre. |                                                |                      |                                           |                  |
| 9 | "Chapter Nine: Thought We Was Friends"         | Michael Patrick Jann | Greg Coolidge & Kirk Ward                 | 2019. január 16. |
| Del elhagyja Wayne-t, és saját útjára indul. Amikor Wayne megpróbál kötődni az anyjához, az anyja elárulja, hogy el kell mennie. Dühében szétveri a házat, és azt tervezi, hogy visszalopja apja autóját, és Del után megy. Sajnos Calvin és Reggie elkapják. Eközben Orlando és Cole épphogy elkerül egy kutyát, és egy nyomra bukkannak Wayne hollétével kapcsolatban, valamint megtalálják Delt. Miközben találkoznak Dellel, ő és Orlando összebarátkoznak, ahol Orlando elárulja, hogyan lettek Wayne-nel a legjobb barátok. Wayne segítséget kérve fordult hozzá, hogy megbirkózzon egy csoport zsarnokoskodóval, akik egy videóval zsarolnak egy lányt. Amikor Del megkérdezi, hogy mi volt a videón, és Orlando azt mondja, hogy egy drogos nő, Del rájön, hogy ő volt az a lány, akinek segített. Del ekkor úgy dönt, hogy Orlandóval és Cole igazgatóval együtt megmentik Wayne-t. Geller és Jay megtalálják Wayne-t, de Reggie leüti Jayt. Miközben Calvinnel kénytelen harcba keveredni, Geller elárulja, hogy 817 napot ült börtönben egy olyan bűncselekményért, amit nem követett el, amikor Thaiföldön volt, ahol kénytelen volt megtanulni harcolni a túlélés érdekében. Egy az egy elleni küzdelemben legyőzi Calvint (Wayne segítségével), és kiszabadítja Wayne-t. Geller azonban közli Wayne-nel, hogy le van tartóztatva.                                                                                   |                                                |                      |                                           |                  |
| 10 | "Chapter Ten: Buckle the F**k Up"              | Steve Pink           | Shawn Simmons, Greg Coolidge, & Kirk Ward | 2019. január 16. |
| Wayne-t az ocala-i rendőrőrsön tartják fogva, ahol Geller végül rávezeti Wayne-t, hogy rájön, hogy hibázott, és hogy szüksége van Delre. Miután utoléri Wayne anyját, Del megkérdezi tőle, hol van, majd utána megy. Geller jelentést kap egy helyszínről, de kiderül, hogy ez csak egy csel, hogy Reggie megkapja a kocsit, miután lefoglalták. Reggie megtámadja az egyetlen, az őrsön maradt rendőrt, és ellopja a kulcsokat. Mielőtt elmegy, meglátja a bezárt Wayne-t, és megtámadja. Kettejük között elhúzódó küzdelem alakul ki, amelynek eredményeképpen Wayne karját összezúzza egy fémszekrény. Mielőtt Reggie megölhetné, Del megjelenik, és mindketten leütik. Miután legyőzték Reggie-t, Wayne kocsijába szállnak, Wayne alig tartja meg az eszméletét, Del pedig azt tervezi, hogy kórházba viszi. Eközben Cole és Orlando segítenek Cole új kutyájának szülni, ahol Wayne anyukája és Cole összebarátkoznak. Geller visszatér a rendőrségre, és felfedezi Reggie-t. Del vezetés közben megpróbálja bevallani Wayne-nek a szerelmét, de a férfi megelőzi. Hirtelen Del apja beléjük ütközik, és Del eszméletlenre esik. Elveszik Delt Wayne-től, és Del apja megcsonkítja Wayne orrát megtorlásul, amiért leharapta a saját orrát, és hagyja meghalni. A mentők órákkal később találnak rá, még mindig Del nyakláncához kúszva, amit az úton veszített el. Végül Wayne-t letartóztatják, de a nyakláncát megtartja. |                                                |                      |                                           |                  |

## Forgatás

### Fejlesztés
2017. december 7-én jelentették be, hogy a YouTube kísérleti megrendelést adott a produkciónak. A sorozatot Shawn Simmons készítette, és Rhett Reese, Paul Wernick, Greg Coolidge és Kirk Ward lesz a producere. A pilot epizódot Simmons írta és Iain B. MacDonald rendezte. A sorozatban részt vevő produkciós cégek a tervek szerint az Endeavor Content.  
2018. április 23-án bejelentették, hogy a YouTube sorozatmegrendelést adott a produkciónak egy tíz epizódból álló első évadra.  2018. november 19-én bejelentették, hogy a sorozat premierje 2019. január 16-án lesz. 

### Szereposztás
A sorozat megrendelésének bejelentésével egy időben megerősítették, hogy Mark McKenna és Ciara Bravo lesz a sorozat két főszereplője. A sorozat megrendelésének bejelentésével egy időben jelentették be, hogy Joshua J. Williams egy visszatérő szerepet kapott, és hogy Dean Winters és Mike O'Malley vendégszerepelni fog a próbaepizódban. 

### Forgatás
A próbaepizód forgatására a kanadai Ontarióban került sor, és 2017. december 12-ig tartott.  A sorozat többi részének forgatása 2018. június 11-én kezdődött Torontóban (Ontario, Kanada), és a tervek szerint 2018. augusztus 16-ig tartott. 

## Kiadás

### Marketing
2018. szeptember 21-én megjelent egy teaser előzetes a sorozathoz.  2018. november 19-én megjelent a hivatalos trailer a sorozathoz. 

### Bemutató
A sorozat világpremierjét 2018. szeptember 23-án tartották a második éves Tribeca TV Fesztiválon New Yorkban. A vetítést követően beszélgetést tartottak a szereplőgárda és a stáb tagjai, köztük Shawn Simmons alkotó, Mark McKenna és Ciara Bravo színészek, Iain B. MacDonald rendező, valamint Greg Coolidge, Kirk Ward, Rhett Reese és Paul Wernick írók és executive producerek részvételével.

## Fogadtatás

### Kritikusi fogadtatás
A sorozat a premierje óta pozitív visszhangot kapott a kritikusoktól. A Rotten Tomatoes kritika-gyűjtő weboldalon a sorozat 100%-os tetszést aratott, 13 kritika alapján 8/10-es átlagértékeléssel. A weboldal kritikusainak konszenzusa szerint „A Wayne a legátgondoltabban erőszakos sorozat, amit egész évben látni fogsz”. 
Ben Travers, az IndieWire munkatársa pozitív kritikájában „A-” osztályzatot adott a sorozatnak, és így méltatta: „Wayne ismerősnek tűnhet más történetekből, beleértve a Bonnie és Clyde-ot is. De Simmons átgondolt, magával ragadó és összességében örömteli új sorozata saját utat váj magának Amerika keleti partvidékének hideg útjain”.  Egy másik bátorító kritikában Kevin Yeoman, a Screen Rant munkatársa a következőket írta a sorozatról: „A Wayne a változatos hangvételével, a kiváló főszereplőkkel és a nagyszerű mellékszereplőkkel sokkal több, mint az a mocskos szájú akció-vígjáték, aminek mutatja magát. Lehet, hogy a nevetés néha szurokfekete, és az erőszak időnként sokkoló, de minden jelenetbe beleszövődik egy lenyűgöző, ütős és szórakoztató édesség is"  Egy további elismerő kritikában Alan Sepinwall a Rolling Stone-tól a sorozatot 5 csillagból 3 és félre értékelte, és hasonlóan elismerően nyilatkozott, mondván: „Mind a sorozat, mind Wayne kísérletei a világ hibáinak helyrehozására nem mindig működnek, de jót akarnak, és ritkán unalmasak”.

### Nézettség
A sorozat premierjét követő öt napon belül az első epizód több mint 10 millió megtekintést ért el.

## Fordítás
Ez a szócikk részben vagy egészben  a   Wayne (TV series) című angol Wikipédia-szócikk ezen változatának fordításán alapul.  Az eredeti cikk szerkesztőit annak laptörténete sorolja fel. Ez a jelzés csupán a megfogalmazás eredetét és a szerzői jogokat jelzi, nem szolgál a cikkben szereplő információk forrásmegjelöléseként.